# Acacia genistifolia
Espèce
Classification phylogénétique
Acacia genistifolia, connu sous les noms anglais de spreading wattle ou early wattle, est une espèce de plantes à fleurs de la famille des Fabaceae selon la classification phylogénétique. C'est un arbuste originaire du sud-est l'Australie (Sud de la Nouvelle-Galles du Sud, Victoria et moitié est de la Tasmanie)

## Description
C'est un arbuste de 3 mètres de haut aux fleurs crème qui apparaissent de la fin de l'été au printemps.